# Сивашовка
Сивашовка (Сивашевка) (укр. Сивашівка) — село в Новотроицкой поселковой общине Генического района Херсонской области Украины. Почтовый индекс — 75360. Телефонный код — 5548. Код КОАТУУ — 6524484001.
В протоболгарских погребениях Сивашовка, Портовое в могиле находились останки целого коня.

## История
Сивашовка основана в 1908 году. Ее первым поселенцем был помещик Твардов, который впоследствии стал обладателем 3 тысяч гектаров пахотной земли и 2 тысяч целинной земли. Советская власть в селе была установлена в 1918 году, а в 1936 году в создано первое крупное хозяйство — совхоз «Красный Сиваш». 14 сентября 1941 года село было оккупировано немецкими войсками. Освободили населенный пункт 30 октября 1943 года.

## Население
Население по переписи 2001 года составляло 869 человек.

## Археология
В протоболгарских погребениях Сивашовка, Портовое в могиле находились останки целого коня.
Такие погребения относят к захоронениям 'сивашовского типа' — группа захоронений в степной зоне Восточной Европы, датируемая между 6-м и началом 8-го века.